# Jacques Dupuy (diplomate)
Pour les articles homonymes, voir Jacques Dupuy et Dupuy.
Jacques Dupuy, né le 21 mai 1920 à Paris et mort le 20 janvier 1995 à Paris, est un diplomate français.